# 特里皮
特里皮（義大利語：Tripi），是意大利西西里大区墨西拿廣域市的一个市镇。总面积54平方公里，人口949人，人口密度17.6人/平方公里（2009年）。ISTAT代码为083100。